# Vișniovca
Vișniovca è un comune della Moldavia situato nel distretto di Cantemir, di 1.603 abitanti al censimento del 2004.